# Parole (India)
Parole (o Parol) è una città dell'India di 7.074 abitanti, situata nel distretto di Kathua, nel territorio del Jammu e Kashmir. In base al numero di abitanti la città rientra nella classe V (da 5.000 a 9.999 persone).

## Geografia fisica
La città è situata a 32° 21' 0 N e 75° 25' 60 E e ha un'altitudine di 273 m s.l.m..

## Società

### Evoluzione demografica
Al censimento del 2001 la popolazione di Parole assommava a 7.074 persone, delle quali 3.709 maschi e 3.365 femmine. I bambini di età inferiore o uguale ai sei anni assommavano a 965, dei quali 487 maschi e 478 femmine. Infine, coloro che erano in grado di saper almeno leggere e scrivere erano 4.271, dei quali 2.507 maschi e 1.764 femmine.